# قارب هوائي
القارب الهوائي أو الزورق الهوائي أو القارب الطائر (بالإنجليزية: airboat)‏ هو مركب مائي ذو قاع مسطح يُدفع بواسطة مروحة طائرة، ويتم تشغيله عبر محرك طائرة أو محرك آلي. ويستخدم عادةً في صيد الأسماك والصيد بالقوس والصيد والسياحة البيئية.
تعد القوارب الهوائية وسيلة نقل شائعة جدًا في المستنقعات والمناطق الضحلة حيث يكون المحرك الداخلي أو الخارجي المزود بمروحة تقليدية غير عملي، وينتشر استخدامها بكثرة في فلوريدا إيفرجليدز وأيضاً في نهر كيسيمي (بالإنجليزية: Kissimmee)‏ ونهر سانت جونز في الولايات المتحدة، ونهر ميكونغ ودلتا ميكونغ في شرق آسيا، وكذلك في أنهار البايو في ولاية لويزيانا ومستنقعات أهوار العراق.

## نظرة عامة

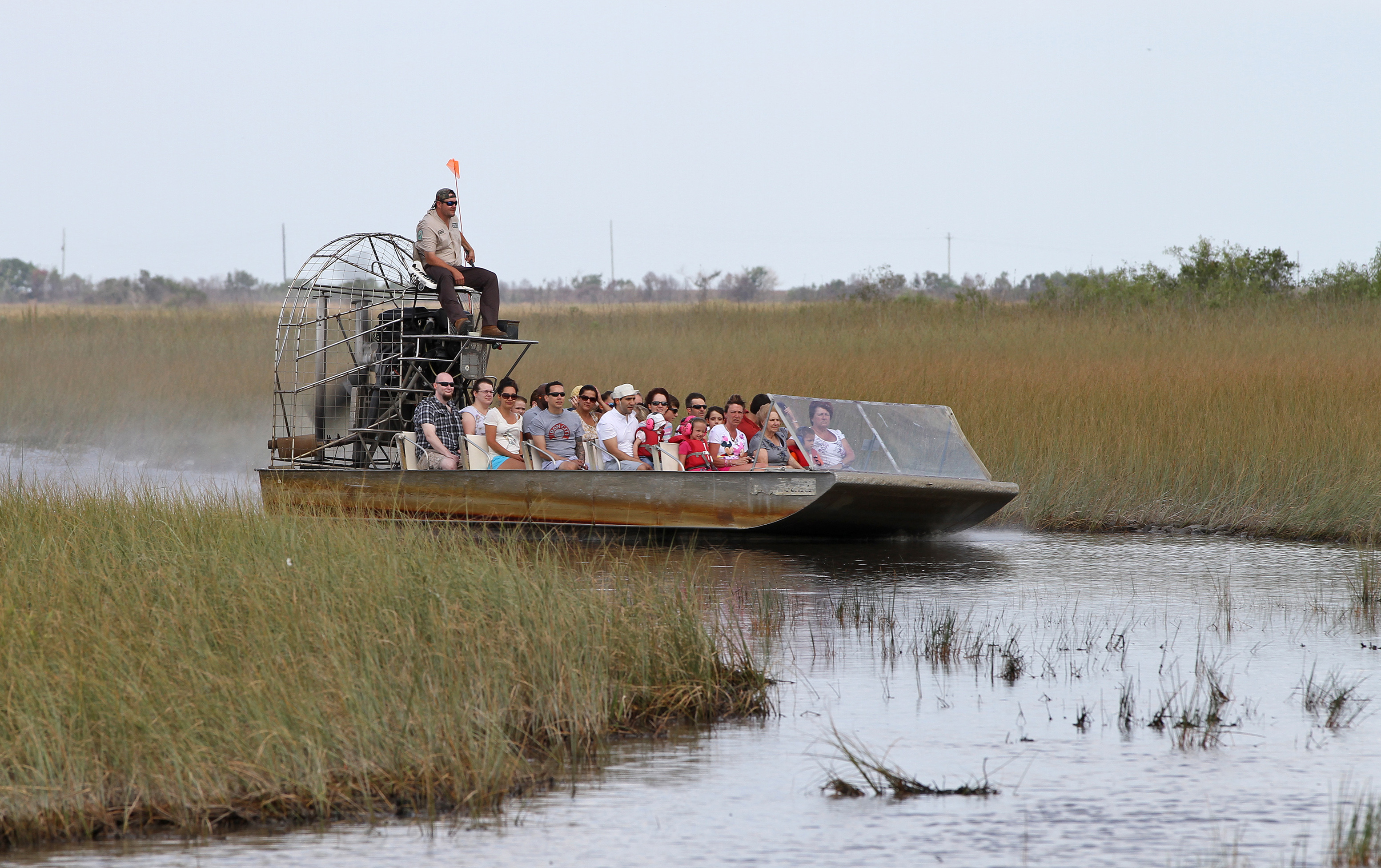
تستخدم القوارب الهوائية في السياحة البيئية في إيفرجلادز

يسمح التصميم المميز ذو القاعدة المسطحة للقارب الهوائي، بالإضافة إلى عدم وجود أجزاء تحت خط الماء، بالتنقل السهل عبر المستنقعات الضحلة؛ في القنوات والأنهار والبحيرات. وعلى الجليد والبحيرات المتجمدة. وهذا التصميم يجعل القارب الهوائي مثالياً أيضاً لعمليات الإنقاذ من الفيضانات والجليد.
يُدفع القارب إلى الأمام بواسطة المروحة، مما ينتج كتلة من الهواء خلفه. يتم التوجيه من خلال تحريك عمود الهواء إلى اليسار أو اليمين أثناء مروره عبر الدفات، والتي يتحكم فيها الطيار عبر «عصا» موجودة على الجانب الأيسر للمشغل. يعتبر التوجيه والتحكم الكليان من وظائف تيار المياه والرياح وعمق المياه ودفع المروحة. القوارب الهوائية سريعة جدًا مقارنة بالقوارب التقليدية ذات الحجم المماثل: تبحر الزوارق الهوائية التجارية عمومًا بسرعة حوالي 35 ميلًا في الساعة ويمكن للقوارب الهوائية المعدّلة أن تسير بسرعة 135 ميلاً في الساعة.
يعتمد التوقف والرجوع للوراء على مهارة المشغل العالية، لأن القوارب الهوائية، مثل معظم القوارب، لا تحتوي على فرامل. فهي غير قادرة على السير في الاتجاه للوراء، إلا إذا كانت مزودة بمروحة عكسية.
عادةً ما يجلس المشغل والركاب في مقاعد مرتفعة تتيح الرؤية فوق نباتات المستنقعات. تتيح الرؤية العالية للمشغل والركاب رؤية الأشياء العائمة والجذوع والعوائق المغمورة الأخرى والحيوانات في مسار القارب.
في الولايات المتحدة ، كان القارب الجوي النموذجي عالي الجودة في عام 2004 سيكلف ما بين 33000 دولار و70000 دولار. لكن في العراق، يمكن شراء زورق جوي مقابل أقل من 2.5 مليون دينار عراقي ، أو 2147 دولارًا. على الرغم من ارتفاع تكلفتها، يتم استخدام القوارب الهوائية على نطاق واسع من قبل المدنيين ومنظمي الرحلات السياحية، في فلوريدا وحدها هناك 12164 قاربًا جويًا، 1025 منها تجارية، اعتبارًا من ديسمبر 2017. تُستخدم القوارب الهوائية على نطاق واسع في دول ساحل الخليج الأخرى، وخاصة لويزيانا، ولكن يمكن العثور عليها في الأنهار والمستنقعات والمناطق الجليدية حول العالم، في نبراسكا وحتى في سيبيريا.

## التصنيع والتصميم

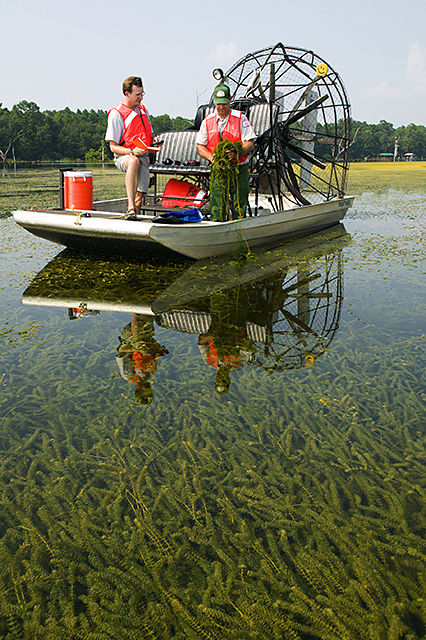
يستخدم فيلق القوات البرية الأمريكي الهندسي قارباً هوائياً لجمع الهيدريلا (Hydrilla) المقاومة لمبيدات الأعشاب من بحيرة سيمينول في شمال فلوريدا

تميل الشركات المصنعة للقوارب الهوائية إلى أن تكون شركات صغيرة تديرها عائلة تقوم بتجميع القوارب المصممة حسب الطلب. يتم تصنيع معظم القوارب الهوائية في الولايات المتحدة ، على الرغم من أنها بنيت أيضًا في روسيا، إيطاليا، فنلندا، اليابان، أستراليا، وأماكن أخرى. قبل عام 1950، تم تصنيع معظم الزوارق الجوية في فرنسا من قبل شركات وأفراد مثل فارمان ودي لامبرت ورينيه كوزينيه.
هياكل الزوارق الهوائية الحديثة المصنعة تجاريًا مصنوعة من الألومنيوم أو الألياف الزجاجية. يتم تحديد اختيار المواد حسب نوع التضاريس التي سيتم تشغيل السفينة فيها؛ القوارب الهوائية المخصصة للاستخدام في الظروف الجليدية سيكون لها أجسام من الألمنيوم المطلي بالبوليمر، بينما القوارب الهوائية المخصصة للاستخدام في المستنقعات سيكون لها أجسام من الألياف الزجاجية أخف، على سبيل المثال. يبلغ طول قوارب الصيد 3 أمتار وتتسع لشخصين إلى ثلاثة ركاب. يمكن أن تكون القوارب السياحية أكبر بكثير، وتتسع لـ 18 راكبًا أو أكثر.